# (32516) 2001 OH46
2001 OH46 (asteroide 32516) é um asteroide da cintura principal. Possui uma excentricidade de 0.10155000 e uma inclinação de 6.53774º.
Este asteroide foi descoberto no dia 16 de julho de 2001 por LONEOS em Anderson Mesa.